# Bollebygds kommun
Bollebygds kommun är en kommun i Västra Götalands län, i före detta Älvsborgs län. Centralort är Bollebygd.
Skogskommunen Bollebygd återfinns på västra sidan av Sydsvenska höglandet. Närheten till Borås har gjort kommunen till en utpendlingskommun med diversifierat näringsliv. 
Sedan kommunen bildades 1995 har befolkningstrenden varit positiv. Efter valen under 2010-talet har de styrande koalitionerna växlat mellan Alliansen och De rödgröna.

## Administrativ historik
Kommunens område motsvarar Bollebygds och Töllsjö socknar. I dessa socknar bildades vid kommunreformen 1862 landskommuner med motsvarande namn.
Vid kommunreformen 1952 uppgick Töllsjö landskommun i Bollebygds landskommun. 
Bollebygds kommun bildades vid kommunreformen 1971 genom en ombildning av Bollebygds landskommun. 1974 uppgick Bollebygd kommun i Borås kommun. 1995 delades Borås kommun och Bollebygd blev åter en egen kommun.
Kommunen ingår sedan bildandet i Borås domkrets. 

## Geografi
Kommunen är belägen i västra delen av landskapet Västergötland och gränsar i väster till Lerums kommun, i nordväst till Alingsås kommun, i norr till Vårgårda kommun, i öster till Borås kommun, i söder till Marks kommun, alla i före detta Älvsborgs län, samt i väster även till Härryda kommun i före detta Göteborgs och Bohus län.

### Topografi och hydrografi
Skogskommunen Bollebygd återfinns på västra sidan av Sydsvenska höglandet. Genom genom går sprickdalar klädda med sjöar, myrmarker och mindre uppodlade ytor, vilket vilket bildar ett landskap som kan liknas vid mosaik. Klarvattenssjön Östra Nedsjön, som är en av kommunens största sjöar, är belägen i Härskogens strövområde i västra delen av kommunen. I norr ligger bergsplatån Västgöta fjällar, vars landskap med myrar och fuktiga hedar ger en karg och ödslig karaktär. Som kontrast finns naturbetesmarker vid  Gantarås. Vid Nolåns breda dalgång finns öppen odlingsbygd på sand- och lerjordar, precis som vid de branta bergssluttningarna i Söråns dalstråk. Sörån har sitt utlopp från Viaredssjön i kommunens östra delar och passerar ett flertal sluttande forsar i dalgången.
Nedan presenteras andelen av den totala ytan 2020 i kommunen jämfört med riket.
|  | Bebyggelse (5,7 %) |

|  | Skog (76,6 %) |

|  | Öppen myrmark (3,5 %) |

|  | Jordbruksmark (2,7 %) |

|  | Övrig mark (11,5 %) |

|  | Bebyggelse (3,1 %) |

|  | Skog (68,0 %) |

|  | Öppen myrmark (7,2 %) |

|  | Jordbruksmark (7,4 %) |

|  | Övrig mark (14,3 %) |

### Administrativ indelning

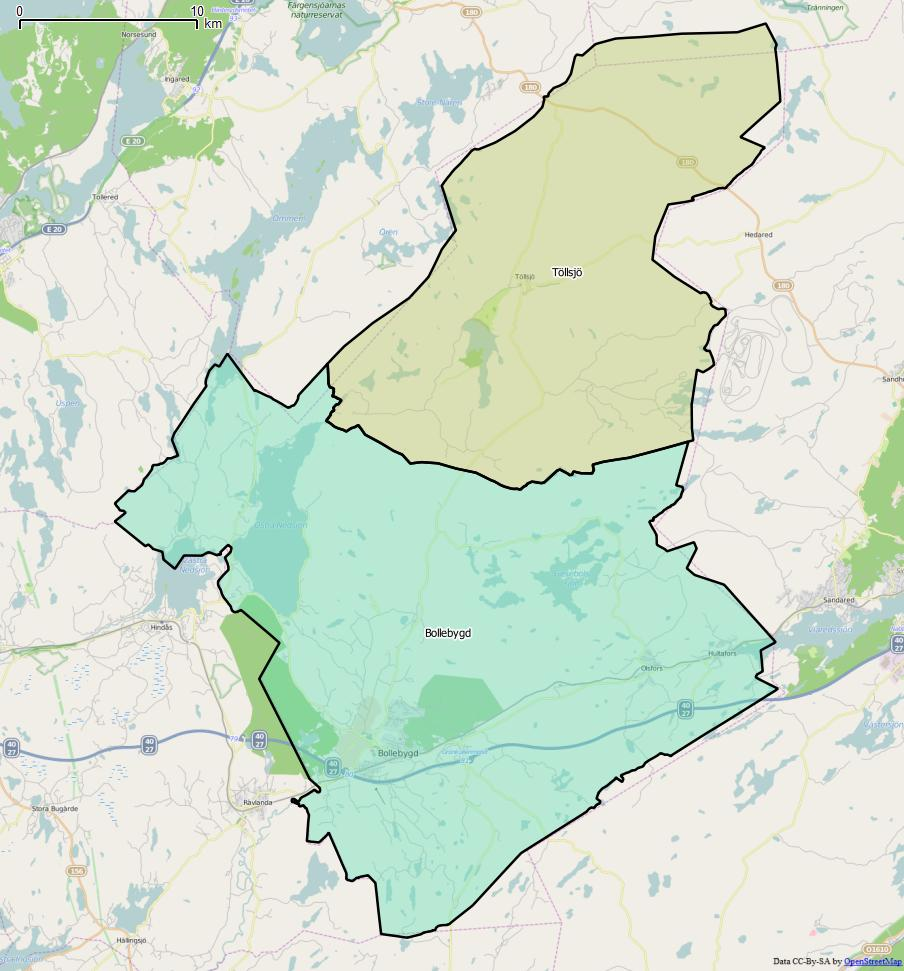
Distrikt (socknar) inom Bollebygds kommun

Fram till 2016 var kommunen för befolkningsrapportering indelad i Bollebygds församling och Töllsjö församling.
Från 2016 indelas kommunen istället i två distrikt, vilka motsvarar de tidigare socknarna – Bollebygd och Töllsjö.
År 2015 fanns fortfarande samma församlingar än i årsskiftet 1999/2000, vilket distriktsindelningen är baserad på.

### Tätorter
I kommunen finns fem tätorter – Bollebygd, Olsfors, Hultafors, Töllsjö och Fjällastorp, varav den sistnämnda tillkom som tätort 2018, då orten passerat 200 invånare. Per den sista december 2020 bodde 66 procent av kommunens invånare i någon av tätorterna.

## Styre och politik

### Styre
Mandatperioden 2010 till 2014 styrdes kommunen av Alliansen. Efter valet 2014 tog en rödgröna minoritetskoalition över styret.
Mandatperioden 2018 till 2022 styr en borgerlig majoritetskoalition bestående av Moderaterna, Folkets röst, Kristdemokraterna, Liberalerna och Centerpartiet.

### Kommunfullmäktige

#### Presidium
| Presidium 2022–2026    | Presidium 2022–2026 | Presidium 2022–2026 |
| ---------------------- | ------------------- | ------------------- |
| Ordförande             | S                   | Emma Isfeldt        |
| Förste vice ordförande | SD                  | Lisette Vermeulen   |
| Andre vice ordförande  | M                   | Fredrik Drugge      |

#### Mandatfördelning 1970–2022
| 14 | 9 | 4 | 8 |

| 33 |

| 17 |  | 6 | 5 | 2 |  | 9 |

| 26 | 15 |

| 10 | 2 | 6 | 4 | 2 | 7 |

| 18 | 13 |

| 2 | 11 | 2 | 4 | 2 | 3 | 7 |

| 19 | 12 |

| 2 | 11 |  |  | 3 | 2 | 2 | 9 |

| 17 | 14 |

| 11 | 2 | 2 | 3 |  |  | 11 |

| 20 | 11 |

|  | 10 | 2 | 5 | 2 | 2 |  |  | 7 |

| 16 | 15 |

|  | 7 |  | 6 | 5 | 3 |  | 2 | 5 |

| 19 | 12 |

|  | 8 |  | 6 | 4 | 2 |  | 2 | 6 |

För valresultat 1973–1991, se dåvarande kommuntillhörighet; Borås kommun#Politik.

### Nämnder

#### Kommunstyrelse
Kommunstyrelsen i Bollebygds kommun utgörs av nio ordinarie ledamöter. Dess ordförande är kommunens kommunalråd och dess vice ordförande är kommunens oppositionsråd. Under kommunstyrelsen finns ett utskott; arbetsutskottet.
| Presidium 2022–2026    | Presidium 2022–2026 | Presidium 2022–2026 |
| ---------------------- | ------------------- | ------------------- |
| Ordförande             | S                   | Ulf Rapp            |
| Förste vice ordförande | SD                  | Daniel Persson      |
| Andre vice ordförande  | M                   | Stefan Hederdal     |

#### Lista över kommunstyrelsens ordförande
- Jan-Åke Andersson, Socialdemokraterna, 1995–1999[18]
- Christer Johansson, Moderaterna, 1999–2018[19]
- Michael Plogell, Folkets Röst, 1 januari 2019–31 december 2022[20]
- Ulf Rapp, Socialdemokraterna, 1 januari 2023–[21]

Denna lista hämtas från Wikidata. Informationen kan ändras där.

#### Övriga nämnder
| Nämnd                      | Ordförande | Ordförande         | Vice ordförande | Vice ordförande    |
| -------------------------- | ---------- | ------------------ | --------------- | ------------------ |
| Bygg- och miljönämnden     | S          | Jonny Svensson     | KD              | Rune Kennborn      |
| Krisledningsnämnden        | S          | Ulf Rapp           | SD              | Daniel Persson     |
| Socialnämnden              | S          | Lars-Erik Olsson   | KD              | Patrik Karlsson    |
| Teknik- och servicenämnden | M          | Sverre Fredriksson | SD              | Andreas Nordengrip |
| Utbildningsnämnden         | M          | Eva Svantesson     | SD              | Lisette Vermeulen  |
| Valnämnden                 | S          | Jonas Ahlgren      | SD              | Daniel Persson     |

Källa:

## Ekonomi och infrastruktur

### Näringsliv
Kommunens näringsliv är differentierat, även om tillverkningsindustrin med små och medelstora företag väger tungt. Bland dessa återfinns färgtillverkaren Flügger AB,  Fagerhult Retail AB som tillverkar och säljer belysningsarmaturer, Hultafors AB som tillverkar mät- och handverktyg samt Hammar Maskin AB som tillverkar lyftanordningar för fordon. Bollebygd är till stor del en utpendlingskommun, vilket främst kan härledas till närheten till Borås.

### Infrastruktur

#### Transporter
Södra delen av kommunen genomkorsas från väst till öst av riksväg 27/riksväg 40 och norra delen av kommunen av länsväg 180 i samma riktning. Från väst till öst genomkorsas kommunen även av Kust till kust-banan som trafikeras av regiontåget Västtågen som stannar i Bollebygd på väg mellan Göteborg och Borås.

## Befolkning

### Demografi

#### Befolkningsutveckling
Kommunen har 9 802 invånare (31 december 2024), vilket placerar den på 219:e plats avseende folkmängd bland Sveriges kommuner.
| Befolkningsutvecklingen i Bollebygds kommun 1995–2020                                                           | Befolkningsutvecklingen i Bollebygds kommun 1995–2020 | Befolkningsutvecklingen i Bollebygds kommun 1995–2020 | Befolkningsutvecklingen i Bollebygds kommun 1995–2020 | Befolkningsutvecklingen i Bollebygds kommun 1995–2020 |
| --- | ----------------------------------------------------- | ----------------------------------------------------- | ----------------------------------------------------- | ----------------------------------------------------- |
| |                                                       |                                                       |                                                       |                                                       |
| År |                                                       |                                                       | Folkmängd                                             |                                                       |
| 1995 | 1995                                                  |                                                       | 7 973                                                 |                                                       |
| 2000 | 2000                                                  |                                                       | 7 884                                                 |                                                       |
| 2005 | 2005                                                  |                                                       | 8 086                                                 |                                                       |
| 2010 | 2010                                                  |                                                       | 8 375                                                 |                                                       |
| 2015 | 2015                                                  |                                                       | 8 799                                                 |                                                       |
| 2020 | 2020                                                  |                                                       | 9 544                                                 |                                                       |
| Anm: Uppgifterna avser förhållandena den 31 december enligt den kommunala indelningen den 1 januari året efter. |                                                       |                                                       |                                                       |                                                       |

## Kultur

### Kulturarv
År 2022 fanns 95 fornlämningar knutna till Bollebygds kommun hos Riksantikvarieämbetet. Därtill fanns ett byggnadsminne, Hultafors järnvägsstation.
Längs Kulturstråket finns nio utmärkta kulturarv. Exempelvis galgbacken som användes som avrättningsplats fram till 1802, tingshuset med anor från 1600-talet och Gustav Werners plats som skapats för att hedra minnet av Gustav Werner som avled 1948.

### Kommunvapen
Blasonering: I svart fält en med grepe försedd kanna av guld.
Vapnet fastställdes ursprungligen av Kungl Maj:t 1955. Det utgår från det äldsta kända sigillet för Bollebygds härad från 1568. Färgerna är samma som färgerna i Västergötlands vapen. När kommunen 1974 upphörde, förlorade vapnet sin giltighet. Sedan PRV ändrat sin praxis angående kommunala vapen kunde Borås kommun 1991 låta registrera det för kommundelen Bollebygd. Sedan denna brutits ut och nya Bollebygds kommun bildats omregistrerades det för denna.